# Mongolia en los Juegos Olímpicos de Atenas 2004
Mongolia estuvo representada en los Juegos Olímpicos de Atenas 2004 por un total de 20 deportistas, 13 hombres y 7 mujeres, que compitieron en 7 deportes.
El portador de la bandera en la ceremonia de apertura fue el yudoca Damdinsürenguiin Nyamjüü.

## Medallistas
El equipo olímpico mongol obtuvo las siguientes medallas:
| Nombre                     | Deporte | Competición |
| -------------------------- | ------- | ----------- |
| Oro                        |         |             |
| —                          |         |             |
| Plata                      |         |             |
| —                          |         |             |
| Bronce                     |         |             |
| Jashbaataryn Tsagaanbaatar | Yudo    | –60 kg M    |